# わが人生に悔いなし
『わが人生に悔いなし』（わがじんせいにくいなし）は、1987年4月21日発売の石原裕次郎のシングル。石原の生前にリリースされた最後のシングルとなる。

## 概要
石原裕次郎が、かつて作詞家の仕事を世話したこともあるなかにし礼に直接作詞を依頼し、加藤登紀子が作曲した曲で、なかにしはそのいきさつを石原慎太郎の『弟』のあとがきで記している。また、同名ドラマの最終夜のエンディングテーマとしても使用された。
石原が静養中、1987年2月23日から3日かけてハワイ（オアフ島のドルフィンスタジオ）でレコーディングしている。シングル売上はテイチクエンタテインメント調べで累計85万枚（2005年5月現在）。
同シングルの発売の約3か月後の同年7月17日、石原は肝細胞癌により52歳で死去した。

## カヴァー
- 石原裕次郎
- 加藤登紀子
- 中村美律子
- 舘ひろし
- 杉良太郎

## 収録CD
- 北の旅人/わが人生に悔いなし　テイチク　ASIN: B000BKJJZG